# Kánya Emília

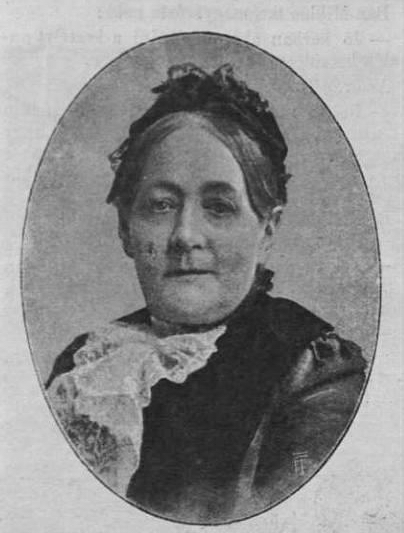
Szegfi Mórné 1905

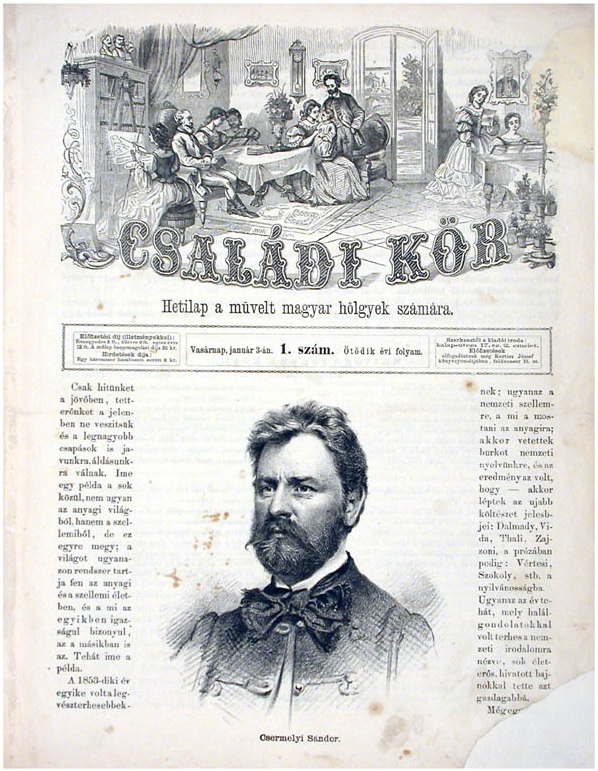
A Családi Kör egyik címlapja. A lap 1860 október 14-től 1880 január végéig, hetenként egyszer jelent meg divatképekkel, ruhaszabási mintákkal és kőnyomatú arcképekkel

Kánya Emília (vagy Kanya Emília; Pest, 1828. november 10. – Fiume, 1905. december 29.) író, újságíró, lapszerkesztő, Kanya Pál evangélikus gimnáziumi igazgató leánya. Az ország első női lapszerkesztője, Szegfi Mór felesége.
Szinnyei József és Pintér Jenő munkájában az ékezet nélküli „Kanya” vezetéknév szerepel. Az írónőről készült modern tanulmány szerint azonban Emília (és apja is) fennmaradt írásaiban az ékezetes „Kánya” vezetéknevet használta.

## Élete
Édesapja Kánya Pál (1793-1869), a pesti evangélikus gimnázium igazgatója, az evangélikus egyház levéltárnoka és a pesti német gyülekezet jegyzője volt, aki fiatalkorában József nádor gyermekeinek a házitanítója volt. Emília gondos nevelést kapott és értékes ismeretségekre tett szert, többek között Pákh Alberttel, Falk Miksával, Tavassy Lajossal, Horárik Jánossal és Székács Józseffel.
1847-ben férjhez ment Feldinger Gottfriedhez, egy vagyonos temesvári birtokos-kereskedő fiához (aki később, válásuk után nevét Földényi Frigyesre változtatta. A házasságukból négy gyermekük született. A szabadságharc bukása után, 1851-ben Temesváron Kánya Emília és a súlyos látászavarban szenvedő férje egy német nyelvű lapot indított Euphrosine (Derü) címen, amelyben először jelent meg Petőfi Sándor életrajza, de a lapot az akkori kormány, a kiadvány harmadik negyedévében beszüntette.
1857-ben tízévi házasság után elváltak, ezután a négy gyermekével egyedül maradt Kánya Emília Pestre ment és Pákh Albert unszolásának engedve elhatározta, hogy lapot indít. Magyarország teljhatalmú katonai kormányzója, Benedek Lajos táborszernagy kezdetben nem akart hozzájárulni a hatósági engedély megadásához, de Emília a terveit támogató arisztokrata hölgyek segítségével végül elérte célját. 1860. október 14-én elindította Családi Kör című szépirodalmi és divatlapját. Ez volt „a Monarchia első, asszony által szerkesztett lapja… az első magyar szépirodalmi és divatlap, amely képes volt a fennmaradásra két teljes évtizeden keresztül.”
Már az 1850-es években írogatott álnévvel, de csak 1857-ben lépett fel Emilia keresztneve alatt a Vahot Imre szerkesztette Napkeletben és a Hölgyfutárban; írt beszélyeket, iránycikkeket, élet- és jellemrajzokat több szépirodalmi lapba, így a Szépirodalmi Közlönybe (1857-58), Divatcsarnokba (1860); legtöbbet az általa szerkesztett Családi Körbe.
Most az egyszer pedig az volna az én alázatos kérelmem, hogy az ide mellékelt 15 forintot az én nevemben Tompának elküldeni sziveskednék, csak egykét szó kiséretében, a melyekben kiment engem, de higyje el barátom, én félek Tompának csak ennyit küldeni, és azért vagyok olyan gyáva és kérem Önt e nagy szivességre. – Annyi pénzt adtam ki e napokban kéziratokra, hogy szinte félek, miből tartom el később a lapot! Igaz, volt-e Önnek már baja az olyan irókkal, a kik oroszlánokká lettek, ha közléseiket megröviditve adta? Egy-két ilyen vidéki oroszlán akarja széttépni szivemet, de megvallom, olyan blazirt vagyok e tekintetben, hogy – nem bánom.
1861-ben férjhez ment Szegfi Mór újságíróhoz. Az ő segítségével jött létre az országos leány-árvaház és a nőképző-egylet. 1884-től Fiuméban élt, ahol fiának, Szegfi Lászlónak, a Fiumei Szemle szerkesztőjének lakásában élt, ott írta meg visszaemlékezéseit. Fiuméban temették el. Sírja fölé a fiumei Campo Santoban 1907. június végén állították fel a Gerenday Béla által készített díszes síremléket.

## Munkái
1. Szív és élet. Beszélyek. Pest, 1859. Két kötet. (Ism. Nefelejts nov.).
2. Beszélyek. Uo. 1860. Két kötet. (Ism. Szépirodalmi Figyelő 1861.).
3. Válságos napok. Regény. Uo. 1860. Két kötet.
4. Beszélyek. Pest, 1861. (Vahot Sándornéval; Ifjusági könyvt. IV. köt.) Online
5. Szeretet könyve. Uo. 1863-64. Két kötet. Online
6. Búvirágok. Beszély. Uo. 1867. (M. Hölgyek Könyvtára I.).
7. Rudolf trónörökös emléke. Bpest, 1905.

Fiumében írott visszaemlékezései sokáig csak kéziratban voltak. A memoár modern kiadása Réges-régi időkről. Egy 19. századi írónő emlékiratai címmel 1998-ban a Kortárs Kiadónál látott napvilágot.
Szerkesztette a Családi Kör c. szépirodalmi divatlapot 1860. október 14-től, 1880 január közepéig (midőn a 2. számmal megszűnt), ebbe különösen sok élet- és jellemrajzot írt, melyek kőnyomatú arcképekkel jelentek meg; adott divatképeket is; oly kedvelt volt ezen szépirodalmi ismeretterjesztő divatlap, hogy nagyrészt kiszorította hazánkból az addig közkedvelt berlini Gartenlaubét; szerkesztette még a Magyar Nők Évkönyvét is 1861-től 1863-ig szintén Pesten. Kiadta hírlapja mellett a Magyar Hölgyek Könyvtárát (állítólag 84 kötetben).
Írói neve: Emilia.